# Beludžistan
 Ovo je glavno značenje pojma Beludžistan. Za druga značenja pogledajte Beludžistan (razdvojba).
Beludžistan ili Balučistan (perz. بلوچستان) je regija koja se nalazi na Iranskoj visoravni u Južnoj Aziji, na području Irana, Pakistana i Afganistana. Područje je nazvano prema Beludžima, iranskom narodu koji se doselio na to suho područje oko 1000. pr. Kr. Danas se svi stanovnici regije nazivaju Beludžima (ili Balučima), bez obzira govore li beludžijskim (balučkim) ili nekim drugim jezikom karakterističnim za to područje, kao što su paštunski, perzijski, hazaragi ili brahui. Južni dio Beludžistana poznat je kao Makran.

## Poveznice
- Sistan i Beludžistan, jedna od 31 iranske pokrajine

## Vanjske poveznice
- Pakistanska pokrajina Baludžistan (enciklopedija Britannica)
- Baludžistanska visoravan (enciklopedija Britannica)
- Baludžistan (Encarta enciklopedija)

Sestrinski projekti
|  | Zajednički poslužitelj ima još gradiva o temi Beludžistan |